# 55-о средно училище „Петко Каравелов“
55 СУ „Петко Каравелов“ е средно училище в София. Наследник е на откритото през 1879 г. начално училище, като през 1921 г. получава името на патрона си Петко Каравелов. По случай 100-годишниния си юбилей, през 1979 г. с Указ № 570 на Държавния съвет 55 СУ „Петко Каравелов“ е наградено с орден „Кирил и Методий“ – I степен за постигнатите високи резултати в учебно–възпитателната работа.

## История
- 1879 – Основаване на училището в с. Дървеница като първоначално с 3 отделения. Училището първоначално на разполага със собствен сграден фонд. В началото то се помещава в една от къщите на с. Дървеница, а след това в различни частни къщи в селото.[1]
- 1899 – 1900 – Завършва първият випуск IV отделение (2-ма ученици).
- 1921 – Учителският съвет приема за патрон на училището името на Петко Каравелов.
- 1934 – С. Дървеница е присъединено като квартал на с. Слатина.
- 1937 – С Указ № 40 от 16 април 1937 на Министъра на народното просвещение д-р Н. П. Николов са одобрени плановете и са осигурени средствата за строежа на първата училищна сграда.
- 1938 – С. Дървеница става квартал „Царица Йоана“ към Столична голяма община. Училището е с № 33.
- 1948 – 1952 – Училището е именувано основно.
- 1951 – 1952 – Построена е сграда от 3 учебни стаи, канцелария, приземен салон и избено помещение. В училището учат общо 111 ученика и се именува 33 основно училище „Петко Каравелов“. Училището разполага с двор от 2000 кв. м.
- 1955 – Училището получава номер 55 на 10 ноември 1955 г. Обучението се провежда на три смени.
- 1959 – Построени са още две класни стаи и една за учителите.
- 1960 – 1963 – Учениците са над 450, паралелките са 14, занималните са 2, има и една група детска предучилищна градина. За учебни стаи се използват също читалищната сграда, клуба на ОФ и др.
- 1963 – Построена е нова учебна сграда. За първи път се разкриват паралелки 8 клас.
- 1968 – Към новата сграда се дострояват още 9 класни стаи.
- 1970 – По случай 90 години от основаването училището е наградено с орден „Кирил и Методий“ – II степен.
- 1971 – 1972 – Училището обучава вече 950 ученици.
- 1978 – Сградата е свързана с ТЕЦ „Трайчо Костов“.
- 1979 – Училището чества 100-годишен юбилей. С Указ № 570 на Държавния съвет е наградено с орден „Кирил и Методий“ – I степен за постигнатите високи резултати в учебно-възпитателната работа.
- 1986 – Училището става ЕСПУ. Довършена е новата сграда с 4615 кв. м. застроена площ, 20 класни стаи, 10 кабинета, плувен басейн и 22 242 кв. м. двор.
- 1989 – Завършва първият випуск зрелостници на 55 ЕСПУ.
- 1989 – 1990 – Разкрити са две паралелки в горен курс с профили биология и химия.
- 1996 – 1997 – Полага се начало на съвместната работа на училището със сдружение „Шилер“, чиято програма подпомага усвояването на немски език.
- 2001 – 2002 – В горната образователна степен се разкрива паралелка „Технологичен профил“.
- 2005 – Учредено е Училищно настоятелство „Петко Каравелов“ при 55 СУ „Петко Каравелов“ и въз основа на чл.18 от Закона за юридическите лица с нестопанска цел е вписано в регистъра на Софийски градски съд по ф.д.№ 14053/2005.
- 2016 – Създаване на обществен съвет към 55 СУ „Петко Каравелов“.
- 2017 – Разкриват се нови паралелки с профил „Софтуерни и хардуерни науки“ – Информационна сигурност и профил „Чужди езици“ – Немски език, втори чужд език – английски.[2]
- 2018 – На Дванадесетия национален конкурс „Най-добър социален партньор“ Синдикатът на българските учители удостоява с приза „Директор на годината – 2018“ г-жа Таня Иванчева директор на 55 СУ „Петко Каравелов“.[3]
- 2019 – На 21 март 2019 г. училището чества 140-ия си юбилей с празничен концерт в Зала 1 на НДК с поздравителни адреси на сцената от вицепрезидента Илияна Йотова и омбудсмана Мая Манолова, която връчва на училището Почетния плакет на Омбудсмана на Р. България.

- Тържествен концерт по повод 140-ия юбилей
- Поздравителен адрес от Илиана Йотова
- Поздравителен адрес от Мая Манолова
- Пълната Зала 1 на НДК

### Директори
| Период      | Директор       |
| ----------- | -------------- |
| 2000 – 2017 | Радост Петкова |
| 2017 –      | Таня Панчева   |

## Материална база
- Училището разполага с 46 класни стаи, 14 кабинета по различните учебни предмети, 3 модерно оборудвани компютърни зали с достъп до интернет, уникална по рода си езикова лаборатория „Европа“, 2 физкултурни салона, СТЕМ Център, библиотека с читални за начален и среден курс, балетна зала, лаборатория,проектна стая, логопедичен кабинет.
- За деца с увреждания има рампа, асансьор и сервизни помещения.
- Училището има и над 17 дка двор със спортни комплекси, както и плувен басейн с размери 16/8 м.
- За учениците има и училищен стол с възможности за обслужване на 200 души и бюфет.

- Изглед от библиотеката на 55 СУ „Петко Каравелов“
- Изглед от читалнята на библиотеката на 55 СУ „Петко Каравелов“
- Изглед към предния двор на малката сграда на 55 СУ „Петко Каравелов“
- Изглед от първия етаж на СТЕМ центъра
- Изглед от учебна стая във СТЕМ центъра
- Изглед от вторият етаж на СТЕМ центъра

## Училищни клубове и извънкласни занимания

### Спортни занимания
- айкидо
- бейзбол
- хокей на трева
- карате
- таекуон-до
- баскетбол
- футбол

### Извънкласни форми на обучение
- „Театро 5-5“
- „Театърчо за малките – ние пишем и играем пиесите сами“
- Спортни танци, нестандартни танци
- Балет
- Мажоретен състав

### Проекти
Различни проекти развиват дарбите и интересите на учениците: „Аз и другият“, „Спорт в училище“, „Зелено междучасие“, „Път към славата“, „Училището, в което искам да уча“, „Българските библиотеки – съвременни центрове за четене и информираност“, „Театър от ученици за ученици“, „Народно творчество – наша радост и вдъхновение“, „Фортисимо в клас“, и други.

## Известни възпитаници
- Петър Кътовски – шампион на европейско клубно първенство на открито по хокей на трева, треньор[4]